# Proctacanthus danforthi
Proctacanthus danforthi är en tvåvingeart som beskrevs av Charles Howard Curran 1951. Proctacanthus danforthi ingår i släktet Proctacanthus och familjen rovflugor.
Artens utbredningsområde är Puerto Rico. Inga underarter finns listade i Catalogue of Life.